# Collema leptogioides
Collema leptogioides är en lavart som beskrevs av Anzi. Collema leptogioides ingår i släktet Collema och familjen Collemataceae.   Inga underarter finns listade i Catalogue of Life.